# James Cornewall
James Cornewall (17. listopadu 1698, Moccas Court, Anglie – 11. února 1744, Toulon, Francie) byl britský námořní důstojník a politik. Od mládí sloužil u Royal Navy a zúčastnil se dynastických a koloniálních válek první poloviny 18. století. V námořnictvu dosáhl hodnosti kapitána, kromě toho byl poslancem Dolní sněmovny. Díky tragické smrti v bitvě u Toulonu se stal národním hrdinou a byl mu postaven pomník ve Westminsterském opatství.

## Životopis

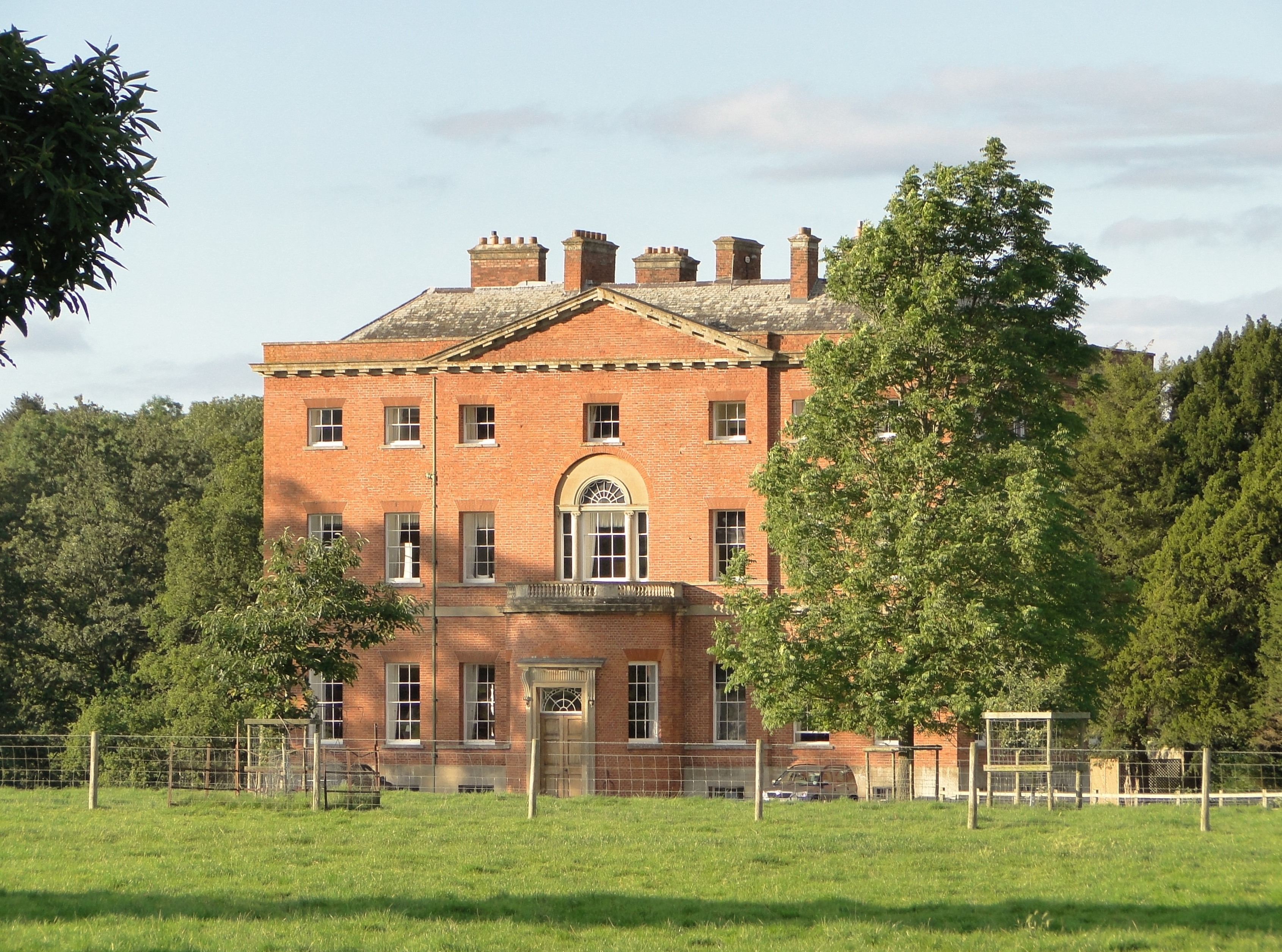
Zámek Moccas Court (Herefordshire), rodiště Jamese Cornewalla

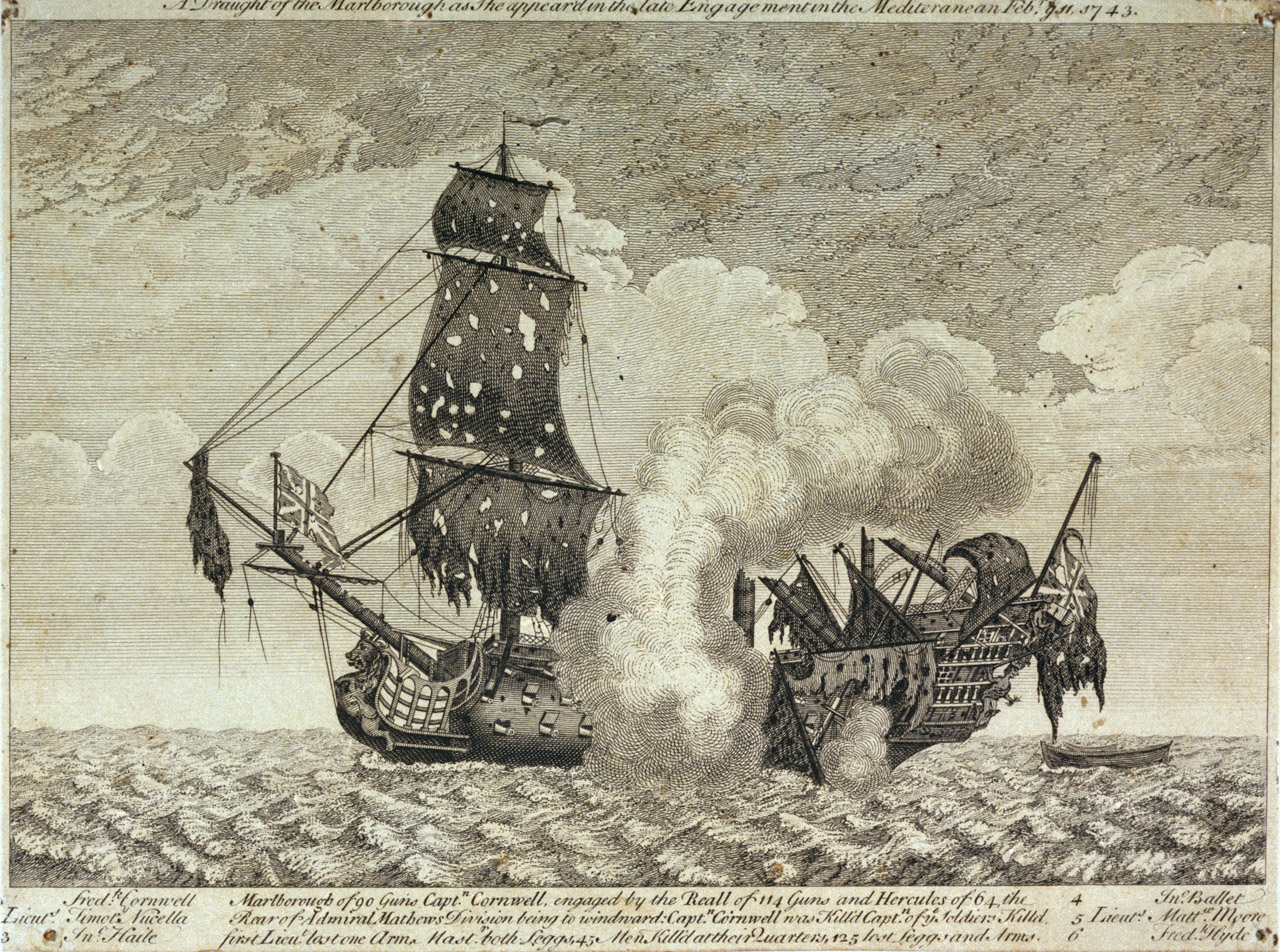
Cornewallova vlajková loď Marlborough po bitvě u Toulonu

Pocházel ze starobylého šlechtického rodu, narodil se na zámku Moccas Court (Herefordshire) jako nejmladší syn plukovníka a poslance Henryho Cornewalla (1654–1717). James sloužil od mládí jako dobrovolník u námořnictva, v roce 1717 zdědil část majetku z pozůstalosti svého otce. V roce 1724 dosáhl hodnosti kapitána a poté sloužil v severní Americe, kde chránil anglické obchodní lodě a bojoval proti pirátům. Po návratu do Anglie (1728) kandidoval ve volbách do Dolní sněmovny, ve složitých poměrech úplatkářství a zneplatňování volebních výsledků byl nakonec poslancem v letech 1732–1734 a 1737–1741. Mezitím nadále aktivně sloužil na moři, ve 30. letech ve Středomoří opět proti pirátům, zasedání parlamentu se zúčastnil jen zřídka. Po roce 1737 sloužil u břehů Západní Afriky a upadl do podezření, že přepravoval černošské otroky do Karibiku, i když to důstojníkům Royal Navy bylo zakázáno. Na počátku války o rakouské dědictví sloužil ve Středomoří pod velením admirála Mathewse, od roku 1743 velel lodi Marlborough. V bitvě u Toulonu byl vážně zraněn, když mu španělská dělová koule utrhla obě nohy, a jeho utrpení pak ukončil pád zadního stěžně na hlavu. Velení lodi Marlborough po jeho smrti převzal bratranec Frederick Cornewall (1706–1788), který byl poručíkem. Také on byl vážně zraněn (přišel o pravou ruku) a ještě v roce 1744 byl povýšen na kapitána.
Tragická smrt z něj učinila národního hrdinu, i když již někteří současníci toto jeho postavení zpochybňovali (Horace Walpole). Jednalo se nicméně o první případ, kdy pomník ve westminsterském opatství vznikl z podnětu parlamentu na základě veřejné finanční sbírky a nikoli z popudu panovníka.
Jamesovým starším bratrem byl Velters Cornewall (1697–1768), dlouholetý poslanec Dolní sněmovny, který provozoval obchod v koloniích a byl dědicem rodového sídla Moccas Court. Jejich nejstarší nevlastní bratr Henry Cornewall (1685–1756) sloužil v armádě a za války o rakouské dědictví dosáhl hodnosti generálporučíka.